# Salcano-Arnavutköy
Salcano-Arnavutköy war ein türkisches Radsportteam mit Sitz im Stadtteil Arnavutköy in Istanbul.
Die Mannschaft wurde 2011 unter dem Namen Manisaspor Cycling Team gegründet und nahm als Continental Team an den UCI Continental Circuits teil. Manager war Mahmut Okur, der von den Sportlichen Leitern Luka Zele und Bayram Akgül unterstützt wurde.

## Saison 2012
Die UCI gab am 26. Januar 2012 bekannt, dass das Team als eines von drei europäischen Continental Teams aufgrund seiner Platzierung in einem fiktionalen Ranking zu Saisonbeginn Startrecht zu allen Rennen zweiten UCI-Kategorie der UCI Europe Tour 2012 hatte.

### Erfolge in der UCI Europe Tour
| Datum       | Rennen                                     | Kat. | Fahrer      |
| ----------- | ------------------------------------------ | ---- | ----------- |
| 4.–8. April | Gesamtwertung Grand Prix of Sochi          | 2.2  | Ivan Stević |
| 5. Mai      | 1. Etappe Five Rings of Moscow             | 2.2  | Ivan Stević |
| 22. Juni    | Serbische Meisterschaft – Einzelzeitfahren | CN   | Ivan Stević |

### Abgänge – Zugänge
| Zugänge     | Team 2011          | Abgänge        | Team 2012 |
| ----------- | ------------------ | -------------- | --------- |
| Ivan Stević | Partizan Powermove | Egemen Erçevik | Unbekannt |
|             |                    | Mevlüt Erkan   | Unbekannt |
|             |                    | Ali Gülcan     | Unbekannt |
|             |                    | Dean Podgornik | Unbekannt |
|             |                    | Timur Tascan   | Unbekannt |
|             |                    | Jeremy Yates   | Unbekannt |

### Mannschaft
| Name             | Geburtstag        | Nationalität | Team 2013           |
| ---------------- | ----------------- | ------------ | ------------------- |
| Ahmet Akdilek    | 10. März 1988     | Türkei       | Torku Şekerspor     |
| Andi Bajc        | 14. November 1988 | Slowenien    | RSC Amplatz         |
| Marek Čanecký    | 17. Juni 1988     | Slowakei     | CK Banská Bystrica  |
| Mustafa Çarşı    | 25. November 1992 | Türkei       |                     |
| Fatih Harmanci   | 3. März 1988      | Türkei       |                     |
| Gabor Kasa       | 3. Februar 1989   | Serbien      |                     |
| Bünyamin Özdemir | 1. September 1987 | Türkei       |                     |
| Ivan Stević      | 12. März 1980     | Serbien      | Tusnad Cycling Team |
| Recep Ünalan     | 9. April 1990     | Türkei       | Kocaeli Brisa Spor  |

Mit Wirkung ab dem 4. Juli 2012 wurde die Mannschaft von der UCI ohne Angabe von Gründen suspendiert.

## Platzierungen in UCI-Ranglisten
UCI Africa Tour
| Saison | Mannschaftswertung | Fahrerwertung       |
| ------ | ------------------ | ------------------- |
| 2011   | -                  | -                   |
| 2012   | 11.                | Marek Čanecký (35.) |

UCI America Tour
| Saison | Mannschaftswertung | Fahrerwertung       |
| ------ | ------------------ | ------------------- |
| 2011   | 35.                | Jeremy Yates (276.) |
| 2012   | -                  | -                   |

UCI Asia Tour
| Saison | Mannschaftswertung | Fahrerwertung      |
| ------ | ------------------ | ------------------ |
| 2012   | 62.                | Ivan Stević (295.) |

UCI Europe Tour
| Saison | Mannschaftswertung | Fahrerwertung     |
| ------ | ------------------ | ----------------- |
| 2011   | 36.                | Gabor Kasa (79.)  |
| 2012   | 56.                | Ivan Stević (78.) |

UCI Oceania Tour
| Saison | Mannschaftswertung | Fahrerwertung      |
| ------ | ------------------ | ------------------ |
| 2011   | 9.                 | Jeremy Yates (14.) |
| 2012   | -                  | -                  |

## Bekannte Ehemalige Fahrer
- Dean Podgornik (2011)
- Tadej Valjavec (2011)
- Jeremy Yates (2011)